# 他玛 (大卫之女)

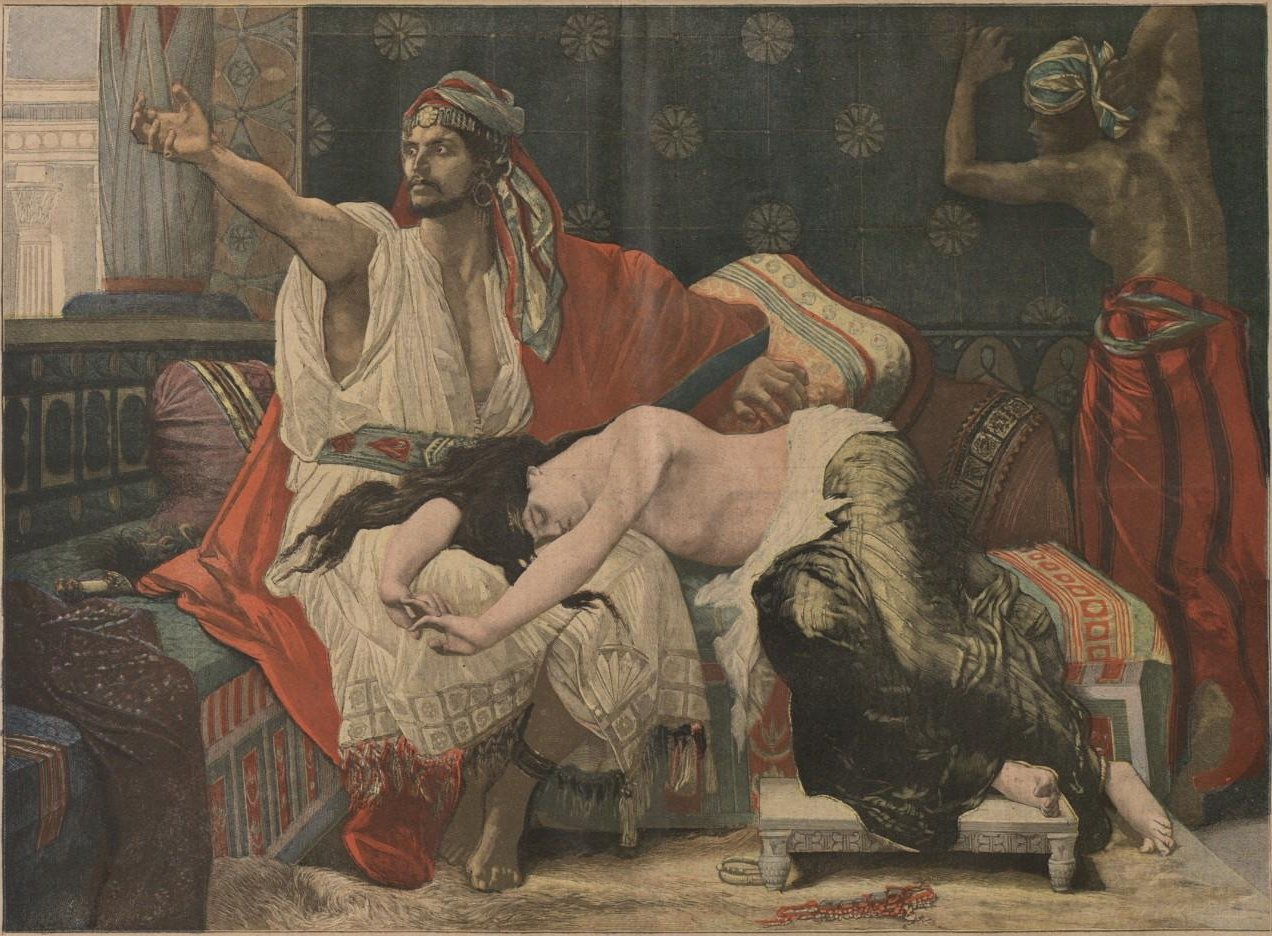
他玛

塔瑪爾   (他玛) （希伯来语：תמר）是希伯来圣经撒母耳记下记载的大卫之女，押沙龙的妹妹。其母瑪迦是基述王达买之女。她被异母兄长暗嫩强奸（撒母耳记下13章）。
迈克尔D ·库根发现关于他玛遭强奸的描写，紧接在拔示巴事件之后，作为将暗嫩与大卫进行比较的方式。正如大卫与拔示巴淫乱，暗嫩也与他玛淫乱，“有其父必有其子”。但是Mark Gray不同意这一立场，认为“他玛受强奸是可怕的污辱，与大卫和拔示巴的事情不同。”
暗嫩爱上了自己的妹妹他玛，相思成病（撒母耳记下13:2）。暗嫩的朋友约拿达建议暗嫩躺在床上装病（撒母耳记下13:5），请他玛照顾他的饮食（撒母耳记下13:8），借机提出性交的要求（撒母耳记下13:11）。他玛表示拒绝，暗嫩强奸了她（撒母耳记下13:14）。强奸后，暗嫩开始厌恶她，赶她回家（撒母耳记下13:15）。他玛极其悲伤，撕裂衣服，把灰撒在头上（撒母耳记下13:19）。她的同母兄弟押沙龙接她到家中（撒母耳记下13:20）。大卫王听到这件事情，也被激怒，但并未做什么（撒母耳记下13:21）。押沙龙恨暗嫩，在等待两年之后，谋杀了暗嫩（撒母耳记下13:22-29）。